# Tălpaș
Tălpaș – wieś w Rumunii, w okręgu Dolj, w gminie Tălpaș. W 2011 roku liczyła 323 mieszkańców.